# ویکتور کوشین
ویکتور کوشین (اوکراینی: Віктор Олександрович Кокошин؛ زادهٔ ۱۱ اکتبر ۱۹۵۷) قایقران روئینگ اهل اوکراین است.